# Joseph Geens
Joseph Geens – belgijski strzelec, olimpijczyk, medalista mistrzostw świata.

## Kariera
Uczestnik Letnich Igrzysk Olimpijskich 1908, na których wystartował w 1 konkurencji. Zajął 5. miejsce w drużynowym strzelaniu w karabinie dowolnym w trzech postawach z 300 m, osiągając przedostatni wynik w zespole. 
W tej samej konkurencji Geens był 2 razy drużynowym brązowym medalistą mistrzostw świata – tytuły te zdobył w latach 1909 i 1911.

## Wyniki

### Igrzyska olimpijskie
| Igrzyska    | Konkurencja                                     | Wynik                                         | Miejsce | Źródło |
| ----------- | ----------------------------------------------- | --------------------------------------------- | ------- | ------ |
| Londyn 1908 | Karabin dowolny, trzy postawy, 300 m, drużynowo | 4509 pkt. (druż.) 740 pkt. ind. (266–259–215) | 5       | [ 1 ]  |

### Medale mistrzostw świata
Opracowano na podstawie materiałów źródłowych:
| Mistrzostwa | Konkurencja                                     | Wynik             | Miejsce |
| ----------- | ----------------------------------------------- | ----------------- | ------- |
| Wiedeń 1909 | Karabin dowolny, trzy postawy, 300 m, drużynowo | 4748 pkt. (druż.) |         |
| Rzym 1911   | Karabin dowolny, trzy postawy, 300 m, drużynowo | 4603 pkt. (druż.) |         |